# 民王 シベリアの陰謀
『民王 シベリアの陰謀』（たみおう シベリアのいんぼう）は、池井戸潤の長編小説。『小説 野性時代』（KADOKAWA）2021年5月号にプロローグ・第一章が掲載され、第二章以降が書下ろしで加えられたうえ単行本が2021年9月28日に同社より刊行された。2024年5月24日には角川文庫版が刊行された。
本作は『民王』の続編で、第二次内閣を発足させた武藤泰山がシベリアが感染源とされるウイルスで混乱する日本を救うため、息子の翔や秘書の貝原たちと見えない敵に立ち向かう政治エンターテインメント小説。

## 制作背景
池井戸は新型コロナウイルスや気候変動に関する疑義、アメリカの「Qアノン」をはじめとする陰謀論の広がりに着想を得て、「ウイルス」「温暖化」「陰謀論」の三題噺で本作の執筆を始めるが、執筆中、現実の社会情勢が急速に変化し連邦議会襲撃事件が発生、小説の内容が現実の出来事に追いつけなくなった池井戸は、原稿にガンガン赤を入れるうちに一度すべてをボツにすることも考えた。
当時、何だか妙に不機嫌だった池井戸はその理由を掘り下げると、自分が「笑わなくなっていた」ことに気づき、その原因が数年前に亡くなった父の死であると自覚する。長い間、父の死による重い感情が池井戸を支配していたが、そのことに気づくと重荷が解け、改めて原稿を見直すと「こんなバカバカしい小説でも意義があるかもしれない」と考えられるようになる。
池井戸は幅広い世代に楽しんでもらえるよう、シリアスなテーマにもユーモアを交えた軽妙な作風を意識して本作を最後まで仕上げることができたと語っている。

## あらすじ
第二次内閣を発足させた総理大臣・武藤泰山は、人を凶暴化させる謎のウイルス「マドンナ・ウイルス」に環境大臣の高西麗子が感染したとの報告を受ける。感染源はシベリアとされ、日本では急速な感染拡大と陰謀論者の台頭で大混乱が生じる。泰山は息子の翔や秘書の貝原たちと、この見えない敵に立ち向かい、日本を救おうとする。

## 登場人物

### 主要人物
武藤 泰山（むとう たいざん）
民政党総裁で、内閣総理大臣。親しい人には泰さんと呼ばれる。
第2次内閣発足後、シベリアが感染源とされるマドンナ・ウイルスの日本での蔓延を防ぐため、緊急事態宣言を出す。
ウイルスが政府の仕業とする陰謀論で支持率が急落する中、混乱する日本を救うため奮闘する。
武藤 翔（むとう しょう）
泰山の息子。アグリシステム川崎工場の総務部。
並木教授との接触でマドンナ・ウイルスに感染した経緯から、紗英や貝原とともにシベリアに渡りウイルスの謎を追う。

### 武藤親子の周辺人物
貝原 茂平（かいばら もへい）
泰山の公設第一秘書。古風な名前だが32歳。政治家志望。秘書として優秀だが一言多い毒舌家。
泰山からの指示で翔や紗英とともにシベリアに渡り、マドンナ・ウイルスの謎を追う。
狩屋 孝司（かりや こうじ）
内閣官房長官。泰山からカリヤンと呼ばれる彼の盟友で、側近中の側近。
武藤 綾（むとう あや）
泰山の妻で、翔の母。相変わらず過去の女性スキャンダルの口止め料に1億円を払わなければ離婚すると泰山を脅している。
新田 理
公安刑事。警視。30そこそこのキャリア組。全身黒ずくめでヤクザのような風貌でエナメル靴。腕っぷしが強く諜報能力に秀でる。
前作のテロ事件での活躍の功績からフリーパスで泰山と接見できるようになる。
城山 和彦
泰山が属する民政党・城山派の領袖で、大物の道路族。
国民にはバレていないが半分ボケて、冗談か本気かわからないが泰山の顔を見るたびに衆議院解散を迫る。
小中 寿太郎
東京都知事。元政治評論家。泰山の緊急事態宣言を批判する一方、トンチンカンな施策を次々と打ち出す。

### 京成大学理学部
眉村 紗英
若きウイルス学者。30代。マドンナ・ウイルスの謎を追う。
並木 又二郎（なみき またじろう）
教授。紗英の上司。アグリシステムの商品開発アドバイザーで、元グリーンアスパラのメンバー。
ウイルス・ハンターとして冷凍マンモスを発掘した際に謎のウイルスに感染し狼男化する。
タロ
紗英の飼い犬。太り気味のパグ犬。

### 東京感染症研究
根尻 賢太
所長。知る人ぞ知る感染業界の泰斗。東西大学出身。

### 武藤内閣
高西 麗子（こうさい れいこ）
環境大臣。45歳。第二次武藤内閣の目玉人事で大臣に就任。「マドンナ」として知られるが、謎のウイルスに感染し狂暴化する。
北海道出身の元プロレスラーでリングネームが「マドンナ」だった。鯛焼きを1度に30個平らげるなど大食い。

### 民政党
竹田 康造
泰山がかつて属していた竹田派の領袖。83歳。泰山の緊急事態宣言で民政党が支持率を落としたことから、城山とともに泰山に退陣を要求する。
茂木 正一
茂木派の領袖。城山に比肩する有力者で建設族。泰山に退陣を要求する。
徳田 道夫
徳田派の領袖。泰山に退陣を要求する。
江並 清介
江並派の領袖。最小派閥だが、総裁選が拮抗した際のキャスティングボードを握る場面があり、無視できない曲者。

### 憲民党
野党第一党。民政党から分裂して旗上げされた政党。
蔵本 志郎
党首。泰山のライバル。元警察官僚で元民政党員。バツイチ。
稚拙な緊急事態宣言で経済が疲弊し国民が苦しんでいると、泰山の政策をテレビ討論会や国会で糾弾する。

### 共和党
福島 一光（ふくしま かずみつ）
党首。風采の上がらない万年係長みたいな風貌ながら、嫌味を言わせれば右に出る者はいない政界一底意地の悪い男。

### 帝国理科大学
古沢 恭一（ふるさわ きょういち）
ウイルス学者。紗英の亡くなった父親。並木の1年先輩。
亡くなる前の数年、マンモスを宿主とするウイルスの研究に取り憑かれていた。
武庫川
古沢と並木の恩師。故人。自身の学説を論破する古沢とは折り合いが悪く、彼を冷遇していた。

### 翔の周辺人物
翔の出身校である京成大学の同窓生や交友関係。
南 真衣
翔の同窓生。渋谷の道玄坂上に新たにクラブ「マルゴー」を出店し、緊急事態宣言中にも営業を続ける。
村野 エリカ
翔の同窓生。蔵本志郎の娘。パリの銀行に勤務する。
緊急事態宣言中に一時帰国し、「マルゴー」での飲み会に参加する。
マキハラ / 牧原 寛（まきはら ひろし）
翔の親友。合気道二段。大学卒業後は親のコネで自動車部品メーカーに就職。
緊急事態宣言中に「マルゴー」で沖田との乱闘で接触し、マドンナ・ウイルスに感染する。
タケシ、ヤマ、シンジ
緊急事態宣言中に「マルゴー」で翔たちと飲み会を行い、シンジはウイルス感染は政府の秘密機関による政治工作だと陰謀論を展開する。

### アグリシステム
翔の就職先。人工肉「マンモスくん」の商品化計画を進める。
櫨山（はぜやま） / カバ山
川崎工場総務部の課長。翔の上司。翔には「カバ山」と勘違いしたまま覚えられている。
たいして出世していないのにプライドだけは高い、高学歴中間管理職。
手塚 隆博（てづか たかひろ）
新社長。外資系の投資銀行から転身したプロ経営者。拡大路線にかじを切り株価を上昇させる。
松原、望月
社長直属である人工肉開発室の室長と副室長。

### サハ共和国
シベリアに位置する共和国。
セルゲイ・イワノフ
ロシア東北連邦大学の教授。東洋人に似た顔立ちの眼光の鋭い長身男性。外国語訛りの日本語を話す。
並木教授とフィールドワークで冷凍マンモスの一部を探し当てる。
イゴール・アドロフ
バタガイカ・クレーターで冷凍マンモスを探すハンター。並木教授と親しい。

### グリーンアスパラ
正式名称：日本温暖化会議。多岐にわたる一流の学者たちの集団で、地球温暖化対策のご意見番。利権団体。
田辺 明人（たなべ あきひと）
東西大学教授。気象学の権威。並木教授の後任。

### アノックス
陰謀論者の集まり。ウイルス感染が政府の金儲けのための陰謀と流布する。
室伏 英二（むろぶし えいじ）
リーダー。関東大学政治学部の教授。通称プロフェッサー。
根も葉もない噂をばら撒き世間を惑わし、公安にもマークされる俗悪な男。

### ボイニッチ
イスラエルの軍需産業と思われる会社。並木教授に5千万円の資金を援助する。
沖田 重綱（おきた しげつな）
自称アナーキストの日本人。崇拝する支援者からの上納金で食いつなぐ。ひょっとこ面。
甲村 久（こうむら ひさし）
沖田の右腕と言われる金のためならテロリストとも仕事をする男。

### ロシア大使館
アドモフ
一等書記官。貝原と以前からの知り合い。貝原の依頼でベルホーヤの感染事例を調べる。

### 信濃橋病院
翔が搬送された病院。
猪口（いのぐち）
翔の担当医。人間とイノシシの中間ぐらいの顔をした男。100キロ越えの巨体で医者の不養生を地で行く中年男。

### 都知事候補
小中と都知事選を争った対立候補たち。
難波 三郎
本命と目されていた候補者。元タレント。不倫が発覚し脱落する。
火野 憲太郎
世論調査で二番手だった候補者。元衆議院議員。女性蔑視の失言で人気が急落する。
肥田 素子
三番手だった候補者。お笑いタレント。「週刊潮流」に新興宗教の教祖との深い関わりが暴露され、立候補を取り下げる。

### 関東テレビ
飯島 春菜（いいじま はるな）
人気キャスター。党首討論会で泰山に批判を集め反論できないように誘導する。

### 武藤家
武藤 泰治（むとう やすはる）
泰山の祖父。千葉の貧しい農村出身。5人兄弟の末っ子。尋常小学校卒業後、大変な苦労の末に傭船業で身を立てる。
自分の苦労したことを忘れず、同じ苦労をしている人を救おうと政治家に転身する。
泰山の父
兄弟に事業を託し父（泰山の祖父）の遺志を継ぎ政治家となるが、50歳で志半ばに病に倒れる。

## 書籍情報
- 池井戸潤『民王 シベリアの陰謀』
  - 単行本：KADOKAWA、2021年9月28日[1]、ISBN 978-4-04-111717-0
  - 文庫：角川文庫、2024年5月24日[2]、ISBN 978-4-04-114323-0

| 章                  | 初出                         |
| ------------------- | ---------------------------- |
| プロローグ・第一章  | 『小説 野性時代』2021年5月号 |
| 第二章 - エピローグ | 書き下ろし                   |
オーディオブック化されていて、前田弘喜の朗読により、2021年にAudibleからデータ配信された。